# Anello di Barnard
L'anello di Barnard è una nebulosa a emissione situata nella costellazione di Orione.
Fa parte di una nube molecolare gigante che contiene anche la brillante nebulosa di Orione e la nebulosa Testa di Cavallo. L'anello ha la forma di un largo arco, con il centro posto approssimativamente nella nebulosa di Orione. Si pensa che le stelle contenute nella nebulosa siano responsabili della ionizzazione dell'intero anello.
L'anello si estende per circa 10 gradi visti dalla Terra, coprendo una vasta parte di Orione: si vede bene nelle fotografie a lunga esposizione, ma è visibile anche con piccoli strumenti in notti particolarmente limpide e scure.
Si stima che la nube disti 1600 anni luce dalla Terra e che abbia una dimensione di 300 anni luce in larghezza. È probabilmente nata da una supernova, esplosa circa 2 milioni di anni fa, e dalla quale possono aver avuto origine molte stelle fuggitive a noi note: si ritiene in particolare che la stella che ha originato la supernova abbia fatto parte di un antico sistema multiplo di stelle, da cui proverrebbero anche i tre astri AE Aurigae, μ Columbae e 53 Arietis.